# 2-カルボキシ-D-アラビニトール-1-ホスファターゼ
2-カルボキシ-D-アラビニトール-1-ホスファターゼ(2-Carboxy-D-arabinitol-1-phosphatase、EC 3.1.3.63)は、以下の化学反応を触媒する酵素である。
2-カルボキシ-D-アラビニトール-1-リン酸 + 水{\displaystyle \rightleftharpoons }2-カルボキシ-D-アラビニトール + リン酸
従って、この酵素の基質は2-カルボキシ-D-アラビニトール-1-リン酸と水の2つ、生成物は2-カルボキシ-D-アラビニトールとリン酸の2つである。
この酵素は加水分解酵素に分類され、特にリン酸モノエステル結合に作用する。系統名は、2-カルボキシ-D-アラビニトール-1-リン酸 1-ホスホヒドロラーゼ(2-carboxy-D-arabinitol-1-phosphate 1-phosphohydrolase)である。